# 中埔交流道
中埔交流道為臺灣國道三號的交流道，位於臺灣嘉義縣中埔鄉，里程指標為297k，近可聯絡中埔、嘉義市區，遠可至阿里山。
|  | 297 中埔 |  | 中埔 嘉義 |

## 外部連結
- 國道三號中埔交流道示意圖 （页面存档备份，存于）（交通部高速公路局）